# Xã Fairview, Quận Jasper, Iowa
Xã Fairview (tiếng Anh: Fairview Township) là một xã thuộc quận Jasper, tiểu bang Iowa, Hoa Kỳ. Năm 2010, dân số của xã này là 2.446 người.